# ReCAPTCHA
reCAPTCHA ("리캡차")는 카네기 멜론 대학교의 메인 피츠버그 캠퍼스의 루이스 폰 안, 벤 모러, 콜린 맥밀런, 데이비드 에이브럼, 매뉴얼 블럼이 개발한 CAPTCHA 시스템이다. 2009년 9월에 구글로 판권이 넘어갔다. reCAPTCHA는 CAPTCHA와 비슷하게 사용자에게 화면에 왜곡된 단어 이미지를 보여준 뒤, 보이는 대로 단어를 입력하라고 한다. 그리고 음성을 듣고 입력하는 서비스와 그냥 넘어가는 서비스가 있다. 화면에 나타나는 두 개의 단어는 접근이 제한된 구역에 봇이 접근을 시도하는 것으로부터 보호할 뿐만 아니라 실제 책의 내용을 디지털화하는 데 도움을 준다.
이 서비스의 원래 버전은 책, 특히 읽기 어려워 컴퓨터로 스캔할 수 없는 책의 디지털화를 위해 설계된 대량 협업 플랫폼이었다. 확인 메시지는 스캔한 페이지의 단어 쌍을 활용했으며, 알려진 단어 중 하나는 확인을 위한 컨트롤로 사용되고 두 번째 단어는 불확실한 단어의 읽기를 크라우드소싱하는 데 사용되었다. 이 시스템은 뉴욕 타임스의 아카이브를 디지털화하는 데 도움이 되었으며 이후 구글 도서에서도 유사한 목적으로 사용되었다.
이 시스템은 페이스북, 티켓마스터, 트위터, 4chan, CNN.com, StumbleUpon, Craigslist(2008년 6월 이후) 및 미국 통신 정보국(National Telecommunications and Information Administration)의 디지털 TV 변환기 상자와 같은 사이트에서 매일 1억 개 이상의 CAPTCHA를 표시하는 것으로 보고되었다.
2014년에 구글은 사용자를 확인하는 데 필요한 사용자 상호 작용의 양을 줄이고 다음과 같은 경우 인간 인식 문제(예: 특정 프롬프트를 충족하는 세트에서 이미지 식별)만 제시하는 데 중점을 두고 원래 개념에서 서비스를 전환했다. 행동 분석을 통해 사용자가 봇일 수 있다고 의심한다.
2025년 2월1일 날 새롭게 ..